# Goyaz
Die Goiá oder Goyaz waren ein brasilianisches indigenes Volk, das seit Ende des 18. Jahrhunderts als ausgestorben gilt. Sie lebten zur Zeit des ehemaligen Kapitanats Goiás, heute der Bundesstaat Goiás, in der Region Mittelwesten. Genannt werden das Quellgebiet des Rio Vermelho, die Region Mato Grosso Goiano und die Region der Serra Dourada.
Über die genaue Kultur, Siedlungsraum, Bevölkerungsanzahl und Sprache sind sich Historiker, Anthropologen und Ethnologen nicht einig. Die Quellen, alte Archivdokumente, geben kein eindeutiges Bild. Unklar ist die Sprachfamilie, entweder sprachen sie eine der Tupí-Sprachen oder der Macro-Ge-Sprachen. Die Wortherkunft wird als Fremdbezeichnung aus dem Tupí erklärt.
Die Schreibung wandelte sich seit dem 17. Jahrhundert. 1953 entwickelte die brasilianische Anthropologie, später organisiert in der 1955 gegründeten Associação Brasileira de Antropologia, eine Namenskonvention für alle Stämme, bei der aus Goyaz Goias wurde.
Schreibvarianten sind guoyá, goyá, goiá und für eine Mehrzahl von Stammesmitgliedern goyaz, goyazes, guayazes oder guaiás. Meyers Großes Konversations-Lexikon bezeichnet sie deutsch als Goya-Indianer.
Die Goiás sind Namensgeber des heutigen Bundesstaates, der früher ebenfalls Goyaz geschrieben wurde. Im Jahre 1682 wurde die Gegend um Goiás Velho, die damals von Indios vom Stamme der Goyaz bewohnt wurde, zum ersten Mal von Europäern besucht, namentlich vom Bandeirante Bartolomeu Bueno da Silva (dem „Anhangüera“), der auf der Suche nach Gold und Diamanten war. Es wurde die Ortschaft Vila de Sant'Ana errichtet, welche 1732 auf den Namen Villa Boa de Goiaz umbenannt wurde, später in Goiás Velho.
Die Bezeichnung Goyaz findet man noch heute in vielen Produktnamen und Firmenbezeichnungen.